# Пьянка (приток Пьяны)
Пья́нка — река в России, протекает по открытой лесостепной местности в Сеченовском районе Нижегородской области и Большеигнатовском районе Республики Мордовия. Приток Пьяны. Имеет 11 притоков и 18 озёр на водосборе.

## Общие данные
Длина реки составляет 18 км, площадь бассейна — 165 км².
Исток Пьянки находится на Приволжской возвышенности западнее села Алферьево (центра бывшего Алферьевского сельсовета в Сеченовском районе) в 8 км к юго-западу от райцентра, села Сеченово. Река течёт на юго-запад, в среднем течении перетекает из Нижегородской области в Мордовию.
На Пьянке стоят сёла Алферьево (Нижегородская область) и Спасское (Мордовия). Устье реки находится в 412 км по правому берегу реки Пьяна, у деревни Аржадеево.

## Данные водного реестра
По данным государственного водного реестра России относится к Верхневолжскому бассейновому округу, водохозяйственный участок реки — Сура от устья реки Алатырь и до устья, речной подбассейн реки — Сура. Речной бассейн реки — (Верхняя) Волга до Куйбышевского водохранилища (без бассейна Оки).
Код объекта в государственном водном реестре — 08010500412110000039371.